# 全印学生协会

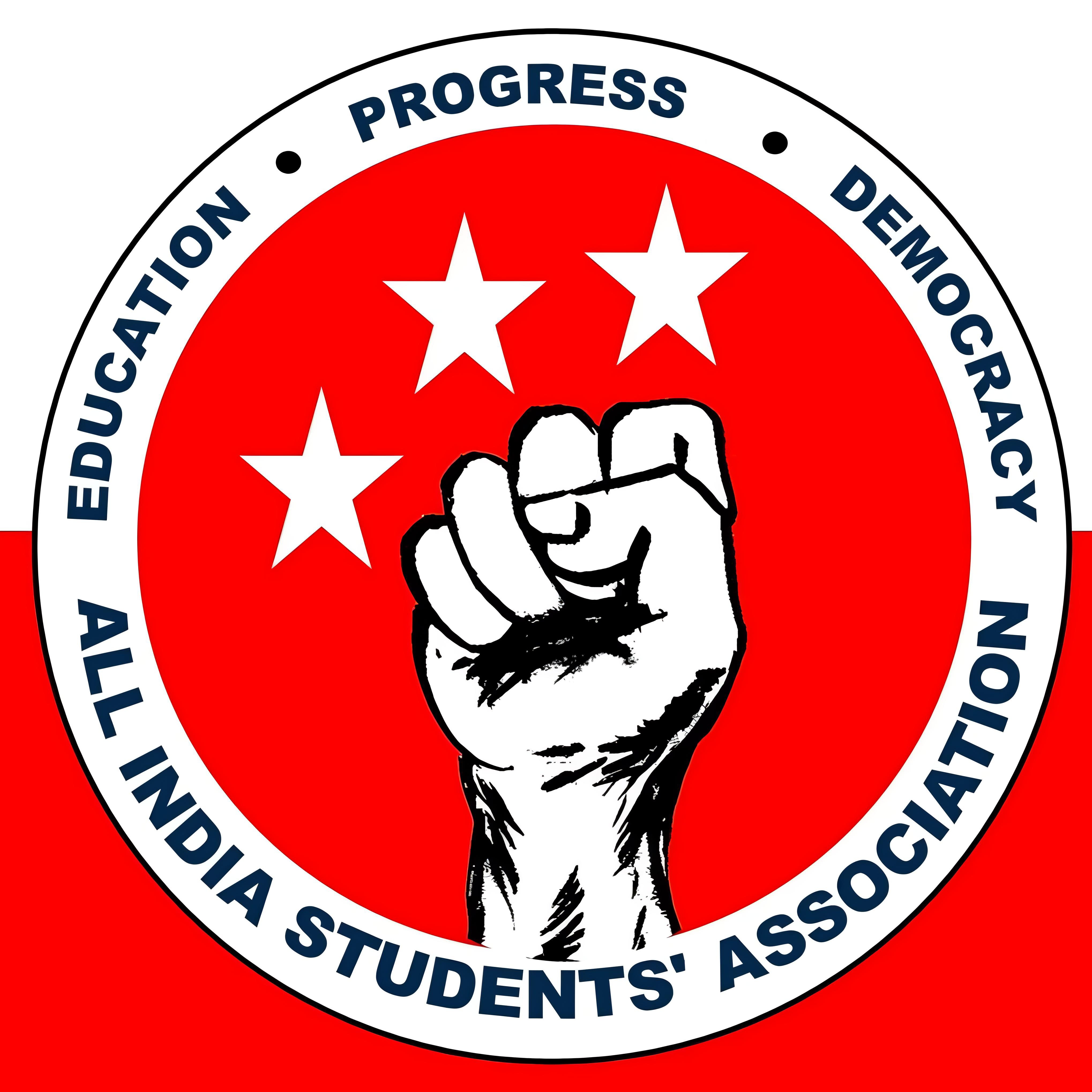
全印学生协会

全印学生协会（英語：All India Students' Association，缩写为AISA）是印度的一个左翼学生组织，为印度共产党（马列）解放的学生翼。1990年8月9日，该组织在普拉亚格拉吉成立，由印度各地多个左翼学生组织合并而成。该组织在德里、昌迪加尔、北阿坎德邦、北方邦、阿萨姆邦、比哈尔邦、贾坎德邦、西孟加拉邦、特里普拉邦等多个地区设有分支。该组织自称是“激进学生运动的声音”。该组织曾隶属印度人民阵线。